# 大沼交通
有限会社大沼交通（おおぬまこうつう、英・Onuma Kotsu Ltd.）は、北海道亀田郡七飯町に本社を置き、バス事業などを営む企業である。
1974年（昭和49年）設立。函館空港・新函館北斗駅と大沼公園駅を結ぶ路線バスの運行、貸切バスの運行、レンタカー事業、および飲食店事業を行う。

## 事業所
本社・本社営業所
北海道亀田郡七飯町大沼町278-6
新千歳空港営業所
北海道苫小牧市植苗152-18
2007年（平成19年）時点では、宮城県の仙台空港近傍に貸切バスの仙台営業所を設置していた。

## 路線バス
路線バス車両は2018年（平成30年）3月31日現在で7台登録されている。路線バス事業における車両の必要最低台数は使用5台・予備1台であるが、2024年（令和6年）現在の運用規模では使用2台・予備1台で十分なことから、例外により3台とする協議を行っている。

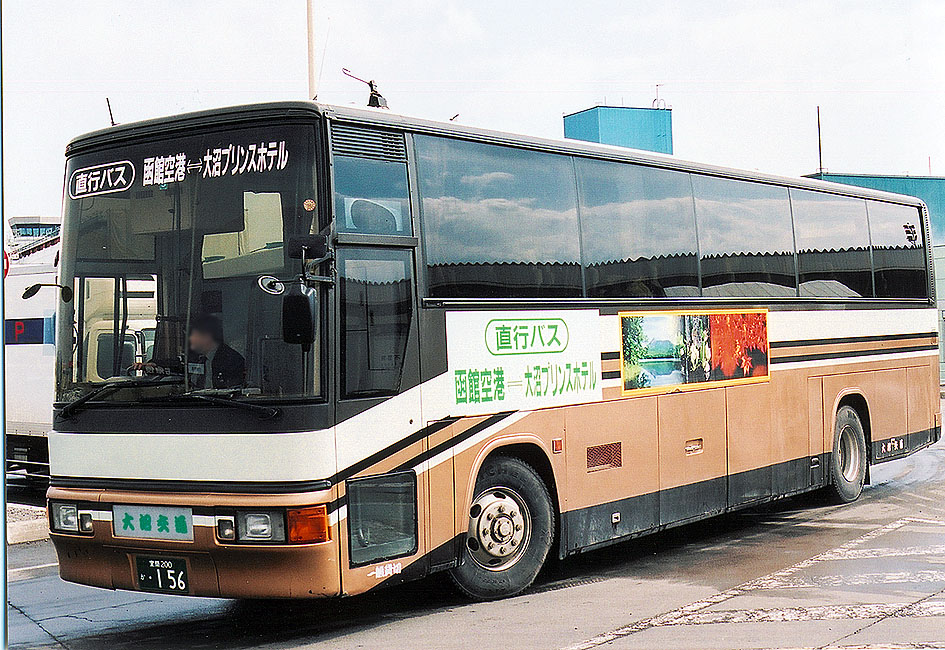
函館空港大沼線
函館空港 - 大中山バス停前・七飯役場通・道の駅なないろななえ - 函館大沼プリンスホテル - 大沼公園駅前
- 2015年（平成27年）10月1日、函館新外環状道路経由に変更し所要時間を短縮[10]。
- 2019年（平成31年）4月20日、大沼公園駅前を新設[10]。
- 2020年（令和2年）11月17日、大沼公園ポロト館前を廃止[11]。
- 2021年（令和3年）4月1日、道の駅なないろななえを新設[12]。

新函館北斗駅大沼線
新函館北斗駅 - 道の駅なないろななえ - 函館大沼プリンスホテル - 大沼公園駅前
- 2016年（平成28年）3月26日、新函館北斗駅 - 函館大沼プリンスホテル - 大沼公園ポロト館前 - 大沼流山牧場間で運行開始[14]。
- 2019年（平成31年）
  - 1月16日、大沼流山牧場を休止[15][16][17]。
  - 4月20日、大沼公園駅前を新設[16]。
- 2020年（令和2年）11月17日、大沼公園ポロト館前を廃止[11]。
- 2021年（令和3年）4月1日、道の駅なないろななえを新設[12]。

## 貸切バス
貸切バスは、通常は離島を除く函館運輸支局管内、室蘭運輸支局管内、札幌運輸支局管内のうち千歳市、恵庭市、北広島市、札幌市、江別市、夕張市、夕張郡、および空知総合振興局管内の空知郡での発着が認められているが、貸切バス事業者安全性評価認定制度による優良事業者に限定した営業区域の弾力的な運用による特例で、2025年（令和7年）4月1日現在北海道全域となっている。
車両は、いすゞ・ガーラを中心に大型17台、中型1台の計18台を保有する。

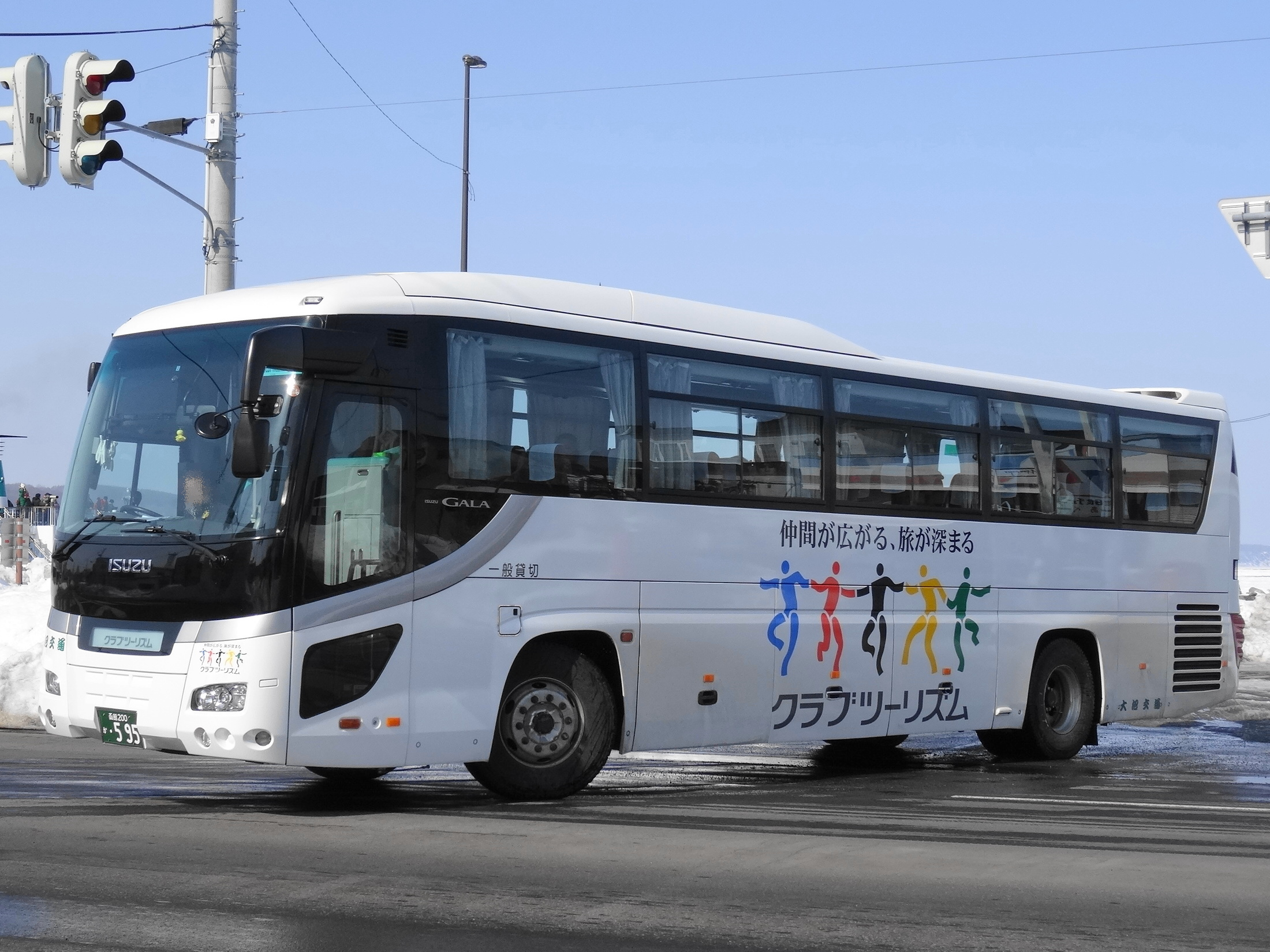
貸切バス クラブツーリズム塗装
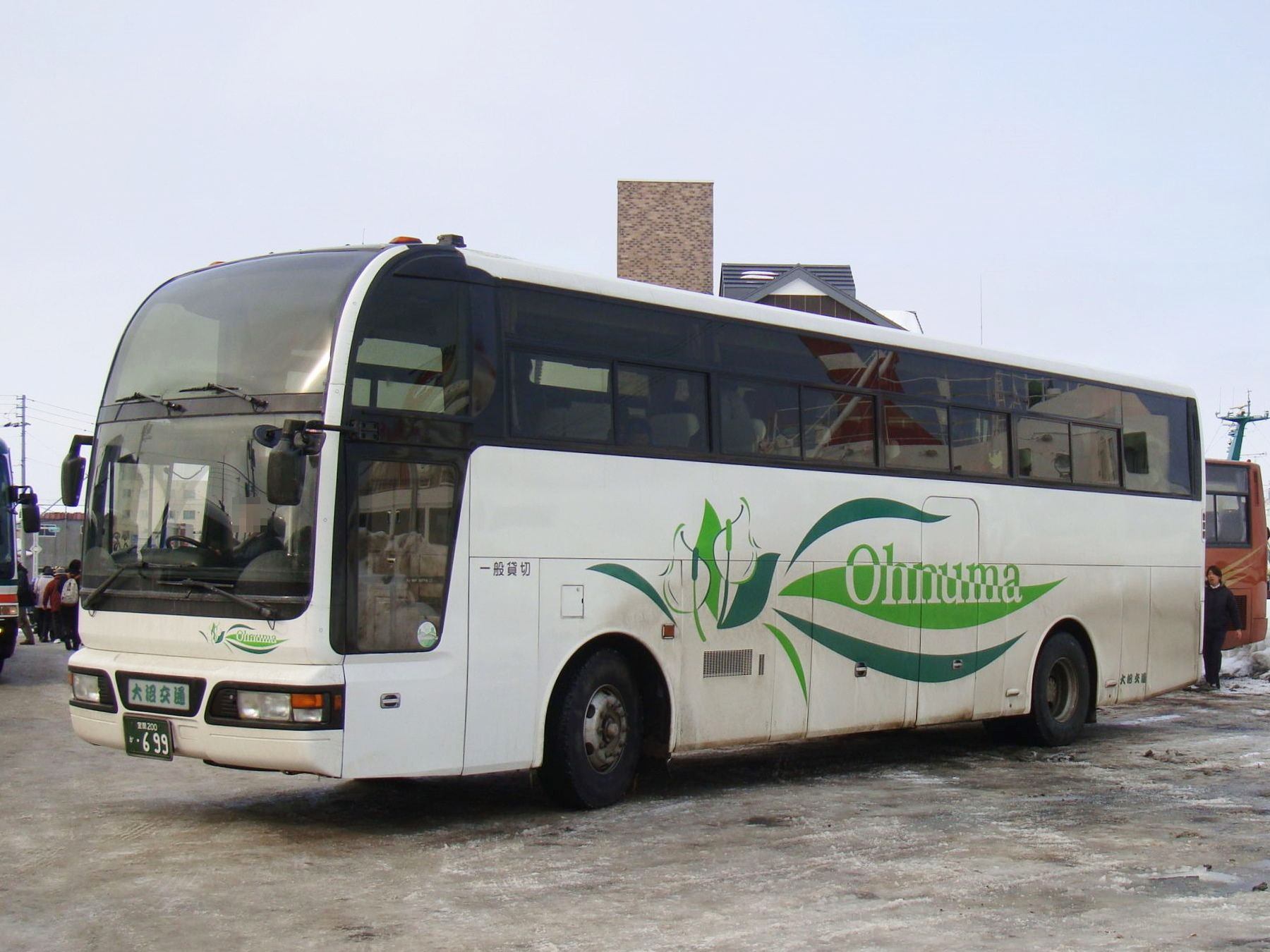
貸切バス